# Tommaso Accurti
Tommaso Accurti (Porto San Giorgio, 11 novembre 1862 – Roma, 20 gennaio 1946) è stato un bibliografo e presbitero italiano.

## Biografia
Docente presso il seminario di Fermo, nel 1928 divenne incunabolista presso la Biblioteca Vaticana.
È ritenuto uno dei massimi incunabolisti italiani del Novecento.
Ha pubblicato, fra l'altro, Editiones saeculi XV pleraeque bibliographis ignotae (1930) e Aliae editiones saeculi XV pleraeque nondum descriptae (1936), entrambi concepiti come aggiunte e correzioni, rispettivamente, ai primi 4 e ai primi 6 volumi del Gesamtkatalog der Wiegendrucke.